# Gallberg (Giesener Berge)
Der Gallberg bei Moritzberg im niedersächsischen Landkreis Hildesheim ist eine etwa 156 m ü. NHN hohe Erhebung der zum Innerstebergland gehörenden Giesener Berge.

## Geographie

### Lage
Der Gallberg liegt im südlichen Mittelteil der Giesener Berge, die sich nördlich an den bis 358,9 m hohen Hildesheimer Wald anschließen und von dort aus nach Norden streben. Er erhebt sich westlich des Hildesheimer Stadtteils Moritzberg. Nach Norden leitet die Landschaft zum Osterberg (ca. 181 m), nach Westen zum Finkenberg (222,5 m) und nach Süden zum Rottsberg (200 bis 220 m) über.

### Naturräumliche Zuordnung
Der Gallberg gehört in der naturräumlichen Haupteinheitengruppe Weser-Leine-Bergland (Nr. 37), in der Haupteinheit Innerstebergland (379) und in der Untereinheit Hildesheimer Bergland (379.0) zum Naturraum Giesener Berge (379.00).

## Schutzgebiete
Auf dem Gallberg liegen das Naturschutzgebiet Gallberg (CDDA-Nr. 81710; 1976 ausgewiesen; 42 ha groß) und Teile des Fauna-Flora-Habitat-Gebiets Haseder Busch, Giesener Berge, Gallberg, Finkenberg (FFH-Nr. 3825-301; 7,42 km²). Außer dem Hain nördlich vom Gipfel ist die Erhebung waldlos.

## Verkehr und Wandern
Nördlich vorbei am Gallberg führt zwischen Emmerke und Moritzberg in West-Ost-Richtung die Bundesstraße 1, von der die Straßenachse Himmelsthürer Straße–Am Propsteihof als durch Moritzberg führende Hauptverkehrsstraße nach Süden abzweigt. Zum Beispiel an dieser Straße oder an deren Nebenstraßen, die östlich der Erhebung durch Wohngebiete führen, kann der Gallberg erwandert werden.